# Walter Williams (jornalista)
Walter Williams (Boonville, 2 de julho de 1864 – Columbia, 29 de julho de 1935) foi um jornalista e educador norte-americano. Ele fundou a primeira escola de jornalismo do mundo na Universidade do Missouri, e mais tarde desempenhou o papel de presidente da universidade. Como internacionalista, promoveu os ideais do jornalismo em todo mundo e com frequência se lhe conhece como "o pai da educação jornalística".

## Credo do Jornalista
Williams criou o Credo do Jornalista, uma afirmação pessoal de ética jornalística, em 1914. O credo foi publicado em mais de 100 línguas, e uma placa de bronze com o Credo foi colocada no National Press Club em Washington, DC.